# Pierre Rebuffi
Pierre Rebuffi (scritto anche Rebuffe o Rebuff o Rebuf; in latino Petrus Rebuffus, italianizzato in Pietro Rebuffo) (Baillargues, 1487 – Parigi, 1557) è stato un giurista francese.

De clerico excommunicato ministrante repetitio, 1574

Docente all'università di Montpellier e all'università di Parigi, negli ultimi anni fu uditore della Rota di Roma. Commentò il Digesto e le Pandette e fu autore della Praxis beneficiorum.

## Opere
- (LA) De clerico excommunicato ministrante repetitio, Novara, 1574.
- (LA) Legis quod iussit Digestorum de re iudicata repetitio, Novara, Francesco Sesalli, 1574.
- (LA) Tractatus varii [Opere], Lyon, Guillaume Rouillé, 1581.